# Castello di Gundersdorf
Il castello di Gundersdorf (in tedesco Schloss Gundersdorf) si trova nell'omonima frazione del comune austriaco di Magdalensberg nel Distretto di Klagenfurt-Land appartenente al Land della Carinzia. L'edificio risale al XVI e le sue forme recenti sono del XVIII secolo.

## Storia

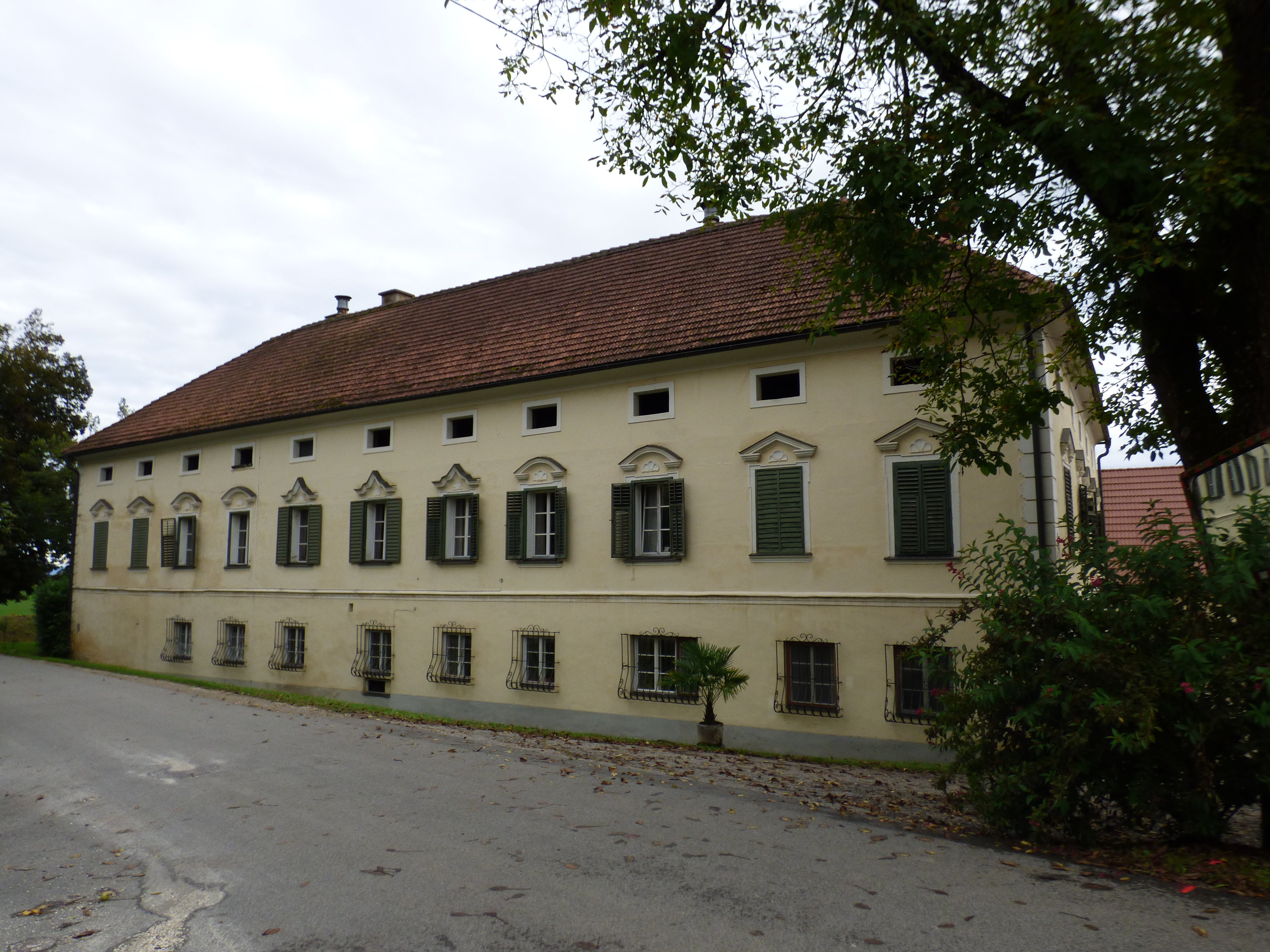
Facciata settentrionale del castello di Gundersdorf

La città di Gundersdorf venne menzionata per la prima volta nel 1245 in un atto di donazione del duca Bernhard. A quel tempo si chiamava Hundreinsdorf o Hundrensdorf. Per secoli non si parlò mai di un castello o di un palazzo sul sito mentre è probabile esistesse già una fattoria o una tenuta agricola costruita nel XVI. Intorno alla metà del XVIII secolo l'allora proprietario Anton von Dreer fece ampliare l'edificio esistente trasformandolo in un maniero. Nel 1802 castello e tenuta vennero acquistati da Josef Plasch e nel 1834 gli immobili passarono a Jakob Ulbing. Verso la fine del XIX secolo i proprietari cambiarono spesso e tra questi si ricordano Alfred von Offermann e Reinhold von Mohrenschildt. Nel 1914 la proprietà fu acquistata da Johann Tauschitz. La sua famiglia la mantenne sino al 1964 quando passò alla famiglia Horner che ne decise il restauro degli interni nel 1973 per utilizzarlo in seguito come foresteria.

## Descrizione

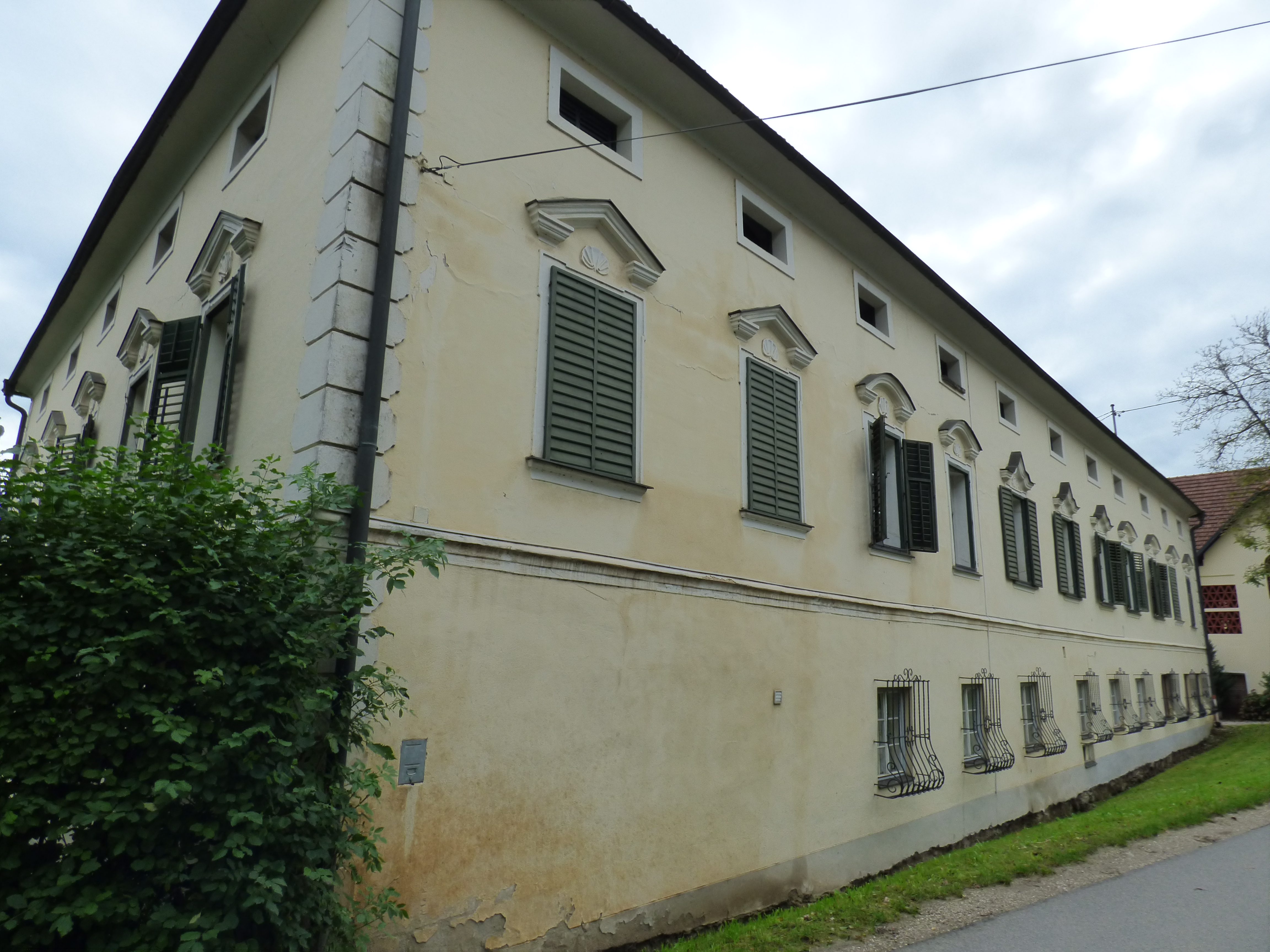
Scorcio particolare

Il castello si trova a Gundersdorf, frazione del comune austriaco di Magdalensberg nel Distretto di Klagenfurt-Land, Land della Carinzia. Posto ai piedi del Sechzigerberg in un vasto parco sulla strada che collega Klagenfurt a Brückl l'edificio ha pianta a forma di ferro di cavallo e si alza su due piani. La facciata principale, rivolta a sud, nella parte centrale si conclude con un frontone triangolare timpanato con un orologio. Presenta quattro ampie arcate ad arco al piano terra e sei arcate meno ampie al piano superiore. Le arcate inferiori sono aperte e quelle superiori invece chiuse da vetrate. Sopra il piano nobile anticamente vi era collocato il deposito del grano e le finestrelle che si affacciano sono piccole, basse e rettangolari. Al corpo centrale si collegano anteriormente due ali laterali che sono sporgenti e delimitano un piccolo cortile.  Gli spigoli dell'edificio sono evidenziati da bugnati angolari intonacati. La facciata secondaria a nord è quasi completamente disadorna. Accanto al castello sono presenti fabbricati agricoli in uso. A nord-est del castello si trova una cappella risalente alla fine del XVIII secolo che conserva un Crocifisso a grandezza naturale.

### Bene architettonico tutelato
Il castello di Gundersdorf è stato posto sotto tutela dei monumenti da parte della Repubblica austriaca col numero 12513.